# Landgoed Wielbergen

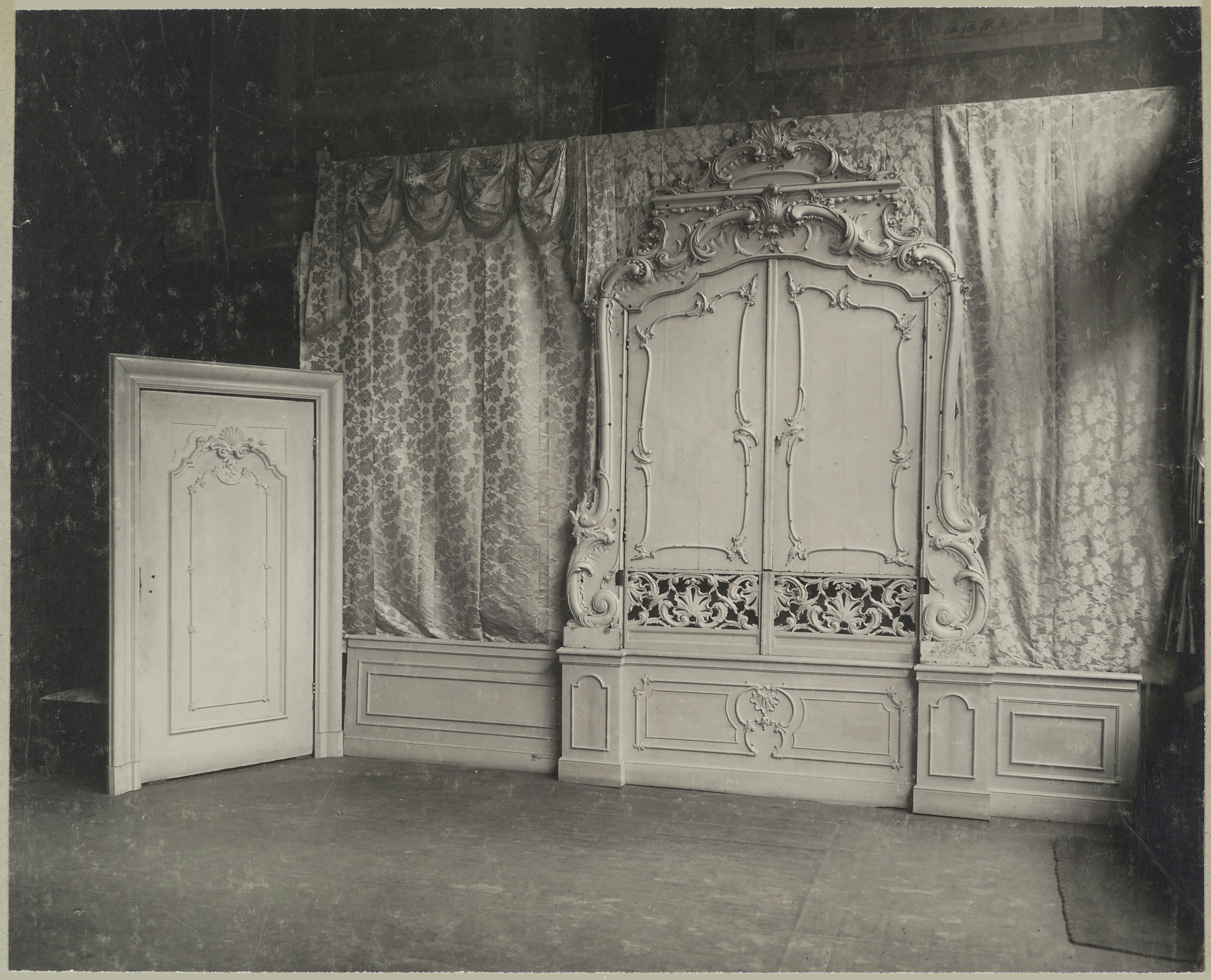
Interieurbetimmering landhuis

Wielbergen is een landgoed en landhuis in Angerlo in de Gelderse  Zevenaar in de provincie Gelderland. Het staat sinds 2010 op de monumentenlijst van de gemeente Zevenaar.

## Geschiedenis landgoed (vanaf 1378)
Wielbergen komt voor het eerst voor in 1378 als leengoed in de leenregisters van het Kwartier van Zutphen onder de naam 't Goet te Wyle. De eerste bezitter was Hendrick van Wyle (Wele) die het goed in 1404 verkocht aan Geerloch Steenken. Wyle heet dan Weelbergh, in 1424 heet het bij een nieuwe leeneed Wyelberch.
In 1441 erfde Aelbert Roever, de schoonzoon van Geerloch, het goed. Hij verkocht het in 1445 aan Johan Post. In 1457 transporteerde Johan de Mey het hele goed 'Wyelberch' op Derck van Baeck (of Bake) uit het Huis te Baak, die er zijn echtgenote Otte Nagels mee tuchtigde. In 1468 werd zijn kleindochter Catrin Jacobs beleend met Wielbergen. Haar grootmoeder bleef betuchtigd. In 1473 vernieuwde Otte haar lijftocht, waarbij de juiste ligging van het goed beschreven werd. Het lag in de buurtschap Beynem tegenover Groot Enghuizen ook bekend als Campstede. De man die voor haar de leeneed aflegde was Hatrich (Hartwich) te Heeker uit het geslacht van Heeckeren dat net als Van Baeck tot de oude adel behoorde.
In 1484 werd Jacob Franckfort beleend met Wielbergen. Franckfort was niet van adel. In 1492 verkocht Claes van Keppel, die wel lid was van de oude adel, het goed aan Sander van den Grotenhuys. In 1503 werd Gerrit te Grotenhuys bij erfdeling beleend. In 1523 verkocht Gerrit het aan Sander de Wijse, wiens oom, de priester Casijn de Wijse, het in 1569 naliet aan zijn zuster Bely. Zij was gehuwd met Dirck Everwijn die in 1595 beleend werd met Wielbergen. In 1606 liet zij het landgoed na aan de kleindochters van haar zus, Wilhelmina en Gerharda van Middachten. Zij waren niet uit het adellijke geslacht Van Middachten. Hun vader heette Thonis Eyberts genant van Middachten. Genant wil zeggen dat hij uit de omgeving van kasteel Middachten kwam of dat hij een bastaard was.
In 1654 werd Gerhardt Gyginck met Wielbergen beleend. Hij was waarschijnlijk de kleinzoon van Wilhelmina die met Hendrik Giginck, een telg uit een Doesburgse regentenfamilie, gehuwd was. Gerhardt verkocht het landgoed een jaar later aan Robert Ennis, wiens zoon Joris in 1667 met het goed beleend werd. Deze liet het in 1699 na aan diens zoon Robert. In 1700 verkocht Robert het aan Christoffel Didio, over wie weinig bekend is. Didio liet het in 1723 na aan zijn nicht (oomzegger) Jenneke Sluiter. Zij was gehuwd met Hendrik Wentink die voor haar de leeneed aflegde.
Sluiter verkocht het in hetzelfde jaar aan Willem Vles, Gecommitteerde ter Generaliteit, en Cosijn van Zelm. In 1731 werd Willem Vles ermee beleend en laat het in 1766 na aan zijn zoon Jan Vles. In 1776 werd Bernard Johan Rasch met het goed Wielbergen beleend dat hij in 1780 overdroeg aan Philip Isaac Sterzenbach. In 1782 werd het opnieuw verkocht aan het echtpaar Hendrik Jacobs en Maria Geertruyd Janssen. Johan Maurits van Pabst (1740-1824), heer van Wolfswaert en Bingerden, kocht het goed in 1785 en voegde het toe aan zijn landgoed Bingerden dat hij ook middels andere aankopen aanzienlijk uitbreidde, onder andere met het goed Oud Kell te Angerlo. In deze tijd stond op het goed Wielbergen een kleine boerderij, een katerstede, met die naam. Op een kaart uit die tijd is geen boerderij meer te zien zodat de conclusie gerechtvaardigd is dat de katerstede Wielbergen tussen 1807 en 1817 moet zijn afgebroken. Na het overlijden van Johan Maurits van Pabst van Bingerden (1740-1824) vererfde Wielbergen op zijn zoon mr. Rudolph Willem Jacob baron van Pabst (1775-1841). Na zijn overlijden kocht zijn oudste zuster Geertruid Sara Agatha van Pabst (1774-1866) het landgoed. Zij was getrouwd met Willem Hendrik Alexander Carel baron van Heeckeren van Kell ( 1774-1847). In 1844 werd een perceel van rond 19 ha. dat onderdeel uitmaakte van het landgoed Bingerden door hem verkocht aan mr. Derk Willem Gerard Johan Hendrik baron Brantsen (1801-1851), gehuwd met Jacoba Charlotta Juliana barones van Heeckeren (1802-1882). Na zijn overlijden vererfde Wielbergen op zijn zoon Carel Marie baron Brantsen (1834-1909), onder andere burgemeester van Angerlo, die door de architect des Konings L.H. Eberson in de jaren 1869-1872 het huidige landhuis Wielbergen met koetshuis/orangerie en bijgebouwen liet bouwen. Park en tuinen werden aangelegd door C.E.A. Petzold.

## Bouw landhuis (1869-1872)
Het negentiende-eeuwse landhuis Wielbergen met koetshuis/oranjerie en andere bijgebouwen werd gebouwd  tussen 1869 en 1872 door de architect des konings  L.H. Eberson in opdracht van Carel Marie baron Brantsen (1834-1909). In het landhuis werden oudere betimmeringen en schoorsteenmantels opgenomen, onder andere in de Brantsen-kamer aan de oostzijde op de begane grond. In 1884 werd het landhuis verbouwd en aan de noordzijde uitgebreid. Carel Marie Brantsen en zijn echtgenote Jacqueline Sophie gravin van Limburg Stirum en hun vier kinderen bewoonden Wielbergen tot 1889 toen Carel Marie Brantsen van zijn broer jhr. Theodore Brantsen (1883-1889) het landgoed en landhuis Rhederoord in De Steeg erfde. Wielbergen werd toen verhuurd. Onder andere van 1899 tot 1909 aan mr. Alexander baron van Heeckeren van Kell die er woonde met zijn vrouw Reniera Christina gravin van Aldenburg (1877-1953) en hun kinderen. Alexander van Heeckeren van Kell was van 1901 tot 1910 burgemeester van Angerlo. Na het overlijden van Carel Marie baron Brantsen in 1909 erfde Vivian Jacob Lodewijk Tom baron Brantsen (1880-1954) landgoed en landhuis Wielbergen. Na een verbouwing ging hij er met zijn moeder en zuster Amée Brantsen (1875-1951) wonen. In 1920 liet Vivian Brantsen op het landgoed een zogenaamd tuinhuis bouwen dat hij vanaf 1944 ook bewoonde. Na een grote windhoos in 1991 werd het tuinhuis wegens bouwvalligheid afgebroken. Carel Marie Brantsen, Jacqueline Sophie van Limburg Stirum, Amée Brantsen en Vivian Brantsen werden begraven op de familiebegraafplaats aan de westzijde van het landgoed. Via de executie van het olografisch testament van Vivian Brantsen in de jaren 1954-1958 werden landgoed en landhuis Wielbergen ondergebracht in de Carel Marie baron Brantsen en Jacqueline Sophie gravin van Limburg Stirum Stichting. Deze stichting verhuurde het landhuis en bijgebouwen eerst aan de Slotemaker de Bruïne Stichting. In 1964 verkreeg de Stichting Philadelphia Zorg het landgoed en landhuis in erfpacht ten behoeve van de zorg aan mensen met een verstandelijke handicap. In de jaren 1998-2006 werden landgoed, tuinen en landhuis gerestaureerd.